# Logan Botanic Garden
De Logan Botanic Garden is een botanische tuin die is gelegen nabij Port Logan in Dumfries and Galloway (Schotland). De tuin van 11 hectare valt sinds 1969 onder het beheer van de Royal Botanic Garden Edinburgh. De tuin is toegankelijk voor het publiek van 1 maart tot 31 oktober.
Meer dan 50% van de planten in de botanische tuin is van bekende wildherkomst. Vele planten zijn afkomstig van het zuidelijk halfrond, waaronder Mexico, Chili, Zuid-Afrika, de Canarische Eilanden en Australazië. Planten waar de tuin zich op richt, betreffen onder meer Labiatae, Ericaceae, Myrtaceae, Azara, Eucryphia, Weinmannia, Gunnera, Rhododendron, Eucalyptus, Dicksonia, Cyathea en Diascia.
De botanische tuin heeft de beschikking over een winkel waar geschenken, handwerk van lokale mensen en planten worden verkocht.